# Melanomyza gracilipes
Melanomyza gracilipes is een vliegensoort uit de familie van de Lauxaniidae. De wetenschappelijke naam van de soort is voor het eerst geldig gepubliceerd in 1851 door Loew.